# Louis Huch

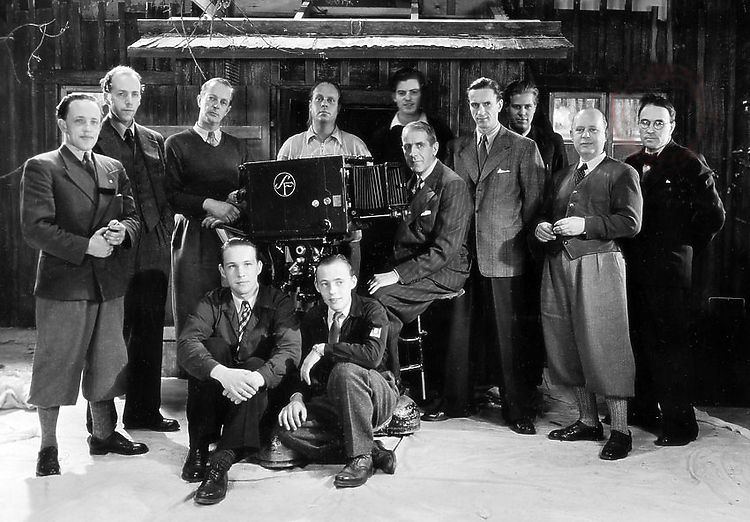
Louis Huch stående längst till höger på fotot tillsammans med kollegor vid Svensk Filmindustri. Bland dessa återfinns Martin Bodin, Gustaf Boge, Gösta Roosling, Arne Lagercrantz, Åke Dahlqvist och Gunnar Fischer. Fotot troligen taget av Huch med självutlösare.

John Edvard Louis Huch, född 21 juli 1896 i Tyska Sankta Gertruds församling, Stockholm, död 27 juni 1961 i Solna församling, var en svensk fotograf och porträttfotograf. Han var anställd under 30 år vid SF.
På den svenska 200-kronorssedeln från 2015 förekommer en gravyr baserad på ett foto med regissören Ingmar Bergman och skådespelaren Bengt Ekerot i samspråk inför en tagning av Det sjunde inseglet (1957). Bilden på Riksbankens hemsida är krediterad Louis Huch.
Huch var stillbildsfotograf och anställd vid Svensk Filmindustri under åren 1930–60. Många stillbilder från klassisk svensk film kan tillskrivas honom, men trots detta är ganska lite känt om honom.

## Biografi
Louis Huch växte upp i Stockholm och var son till bokhållaren Frans Johan Louis Huch och Eva Charlotta, ogift Pettersson. Huch var verksam inom filmbranschen från 1919 och arbetade redan då som stillbilds- och porträttfotograf. Under de många åren blev det cirka 230 filmer där Louis Huch var engagerad som fotograf. Han dokumenterade ett flertal av Ingmar Bergmans filmer under åren 1944–57. Den första film där Huch fick agera som stillbildsfotograf var i Mauritz Stillers Gunnar Hedes saga (1923).
Hets från 1944 i regi av Alf Sjöberg var Huchs första film med Bergman-anknytning. Under de kommande åren blev det tolv filmer i regi av Ingmar Bergman och ytterligare fyra produktioner där Bergman var inblandad i manusarbetet. Den sista filmen tillsammans med Bergman blev Det sjunde inseglet (1957). Den sista film med Huch som stillbildsfotograf blev Flottans överman  (1958) med Stig Olin som regissör.
Hans fotografier är typiska för den sortens filmstjärnefoto, som var vanligt under studioerans guldålder. Bilderna är monokroma med starka kontraster, ljuset kommer ovanifrån och liksom kapslar in artisten i en sorts gloria. Posen är gärna avslappnad och lekfull men aldrig riktigt så glamorös och voyeuristiskt utlämnande som i de berömda filmstjärneporträtten av Hollywoods fotografer – Clarence Sinclair Bull och George Hurrell.
Louis Huchs fotografier av stjärnor som Edvin Adolphson, Marianne Aminoff, Bibi Andersson, Harriet Andersson, Gunnar Björnstrand, Eva Dahlbeck, Lars Ekborg, Annalisa Ericson, Åke Fridell, Sigge Fürst, Sven-Eric Gamble, Alf Kjellin, Sture Lagerwall, Zara Leander, Holger Löwenadler, Thor Modéen, Olof Molander, Maj-Britt Nilsson, Ulf Palme, Hjördis Petterson, Nils Poppe, Tutta Rolf, Max von Sydow, Dora Söderberg, Åke Söderblom, Ingrid Thulin, Inga Tidblad, Sigurd Wallén, Lill-Tollie Zellman och Mai Zetterling med flera bidrog till stjärnornas berömmelse. Särskilt Huchs bilder av Ingrid Bergman till filmer som Munkbrogreven (1935) med Edvin Adolphson, Valborgsgmässoafton (1935) av Gustaf Edgren och Intermezzo (1936) av Gustaf Molander bidrog till att hon bjöds in till Hollywood.
Louis Huch avslutade sitt långvariga engagemang som porträttfotograf vid Svensk Filmindustri år 1959 med Erik Strandmarks Sköna Susanna och gubbarna.

## Familj
Louis Huch var under en kortare period från 1930 gift med banktjänstemannen Regina Palmér (1906–1998), dotter till arkitekten Agnar August Palmér och Vilma Skillt, och fick dottern Aina Palmér (1931–2021), som blev kammarskrivare. Från 1938 till sin död var han sedan gift med kontoristen Andrea Elisabet Andersson (1904–1964). Han är begravd i en släktgrav för familjerna Huch och Pettersson på Norra begravningsplatsen utanför Stockholm.

## Ett urval av Louis Huchs foton

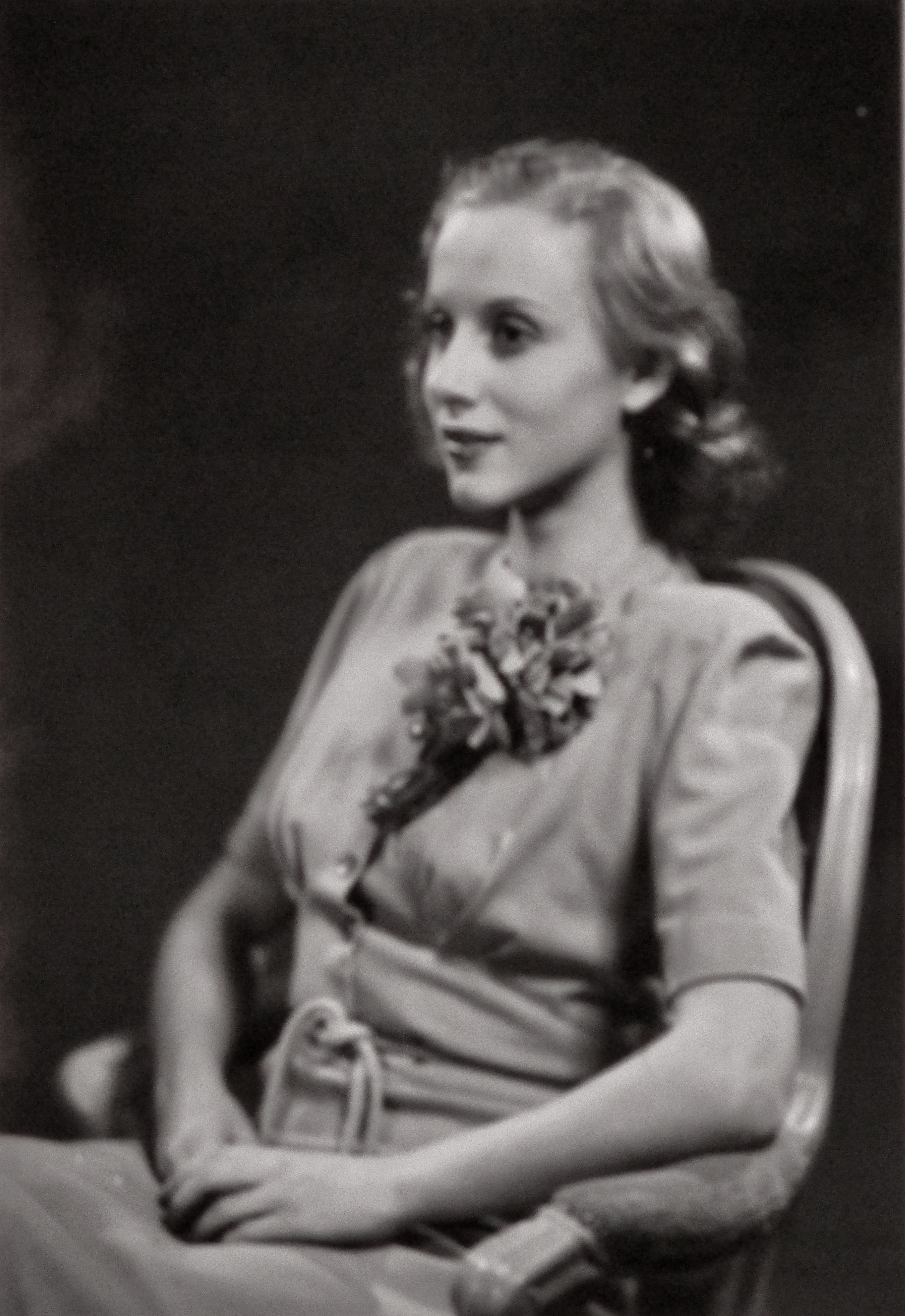
Marianne Aminoff
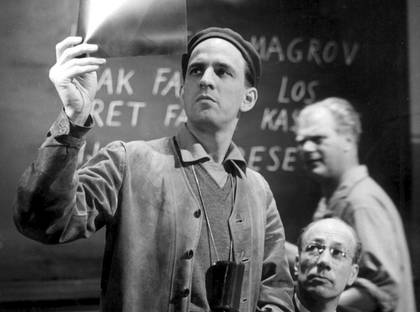
Ingmar Bergman vid inspelningen av Smultronstället (1957).
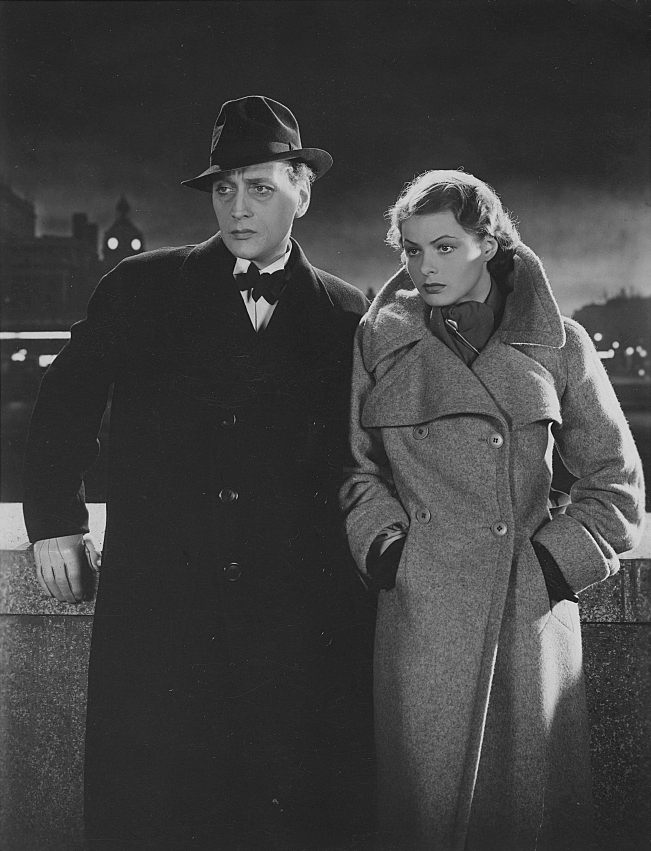
Ingrid Bergman och Gösta Ekman i Intermezzo (1936).
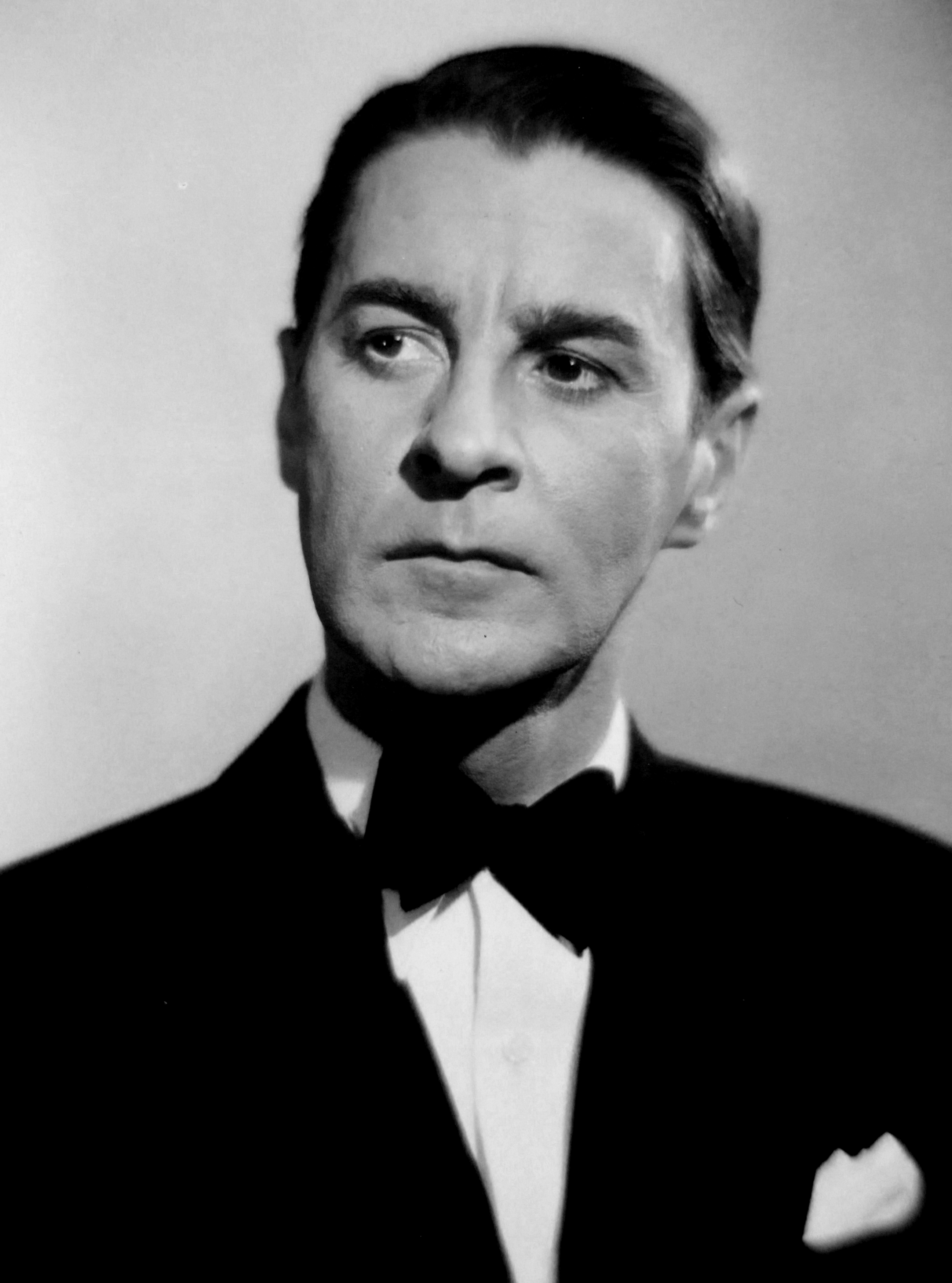
Gunnar Björnstrand
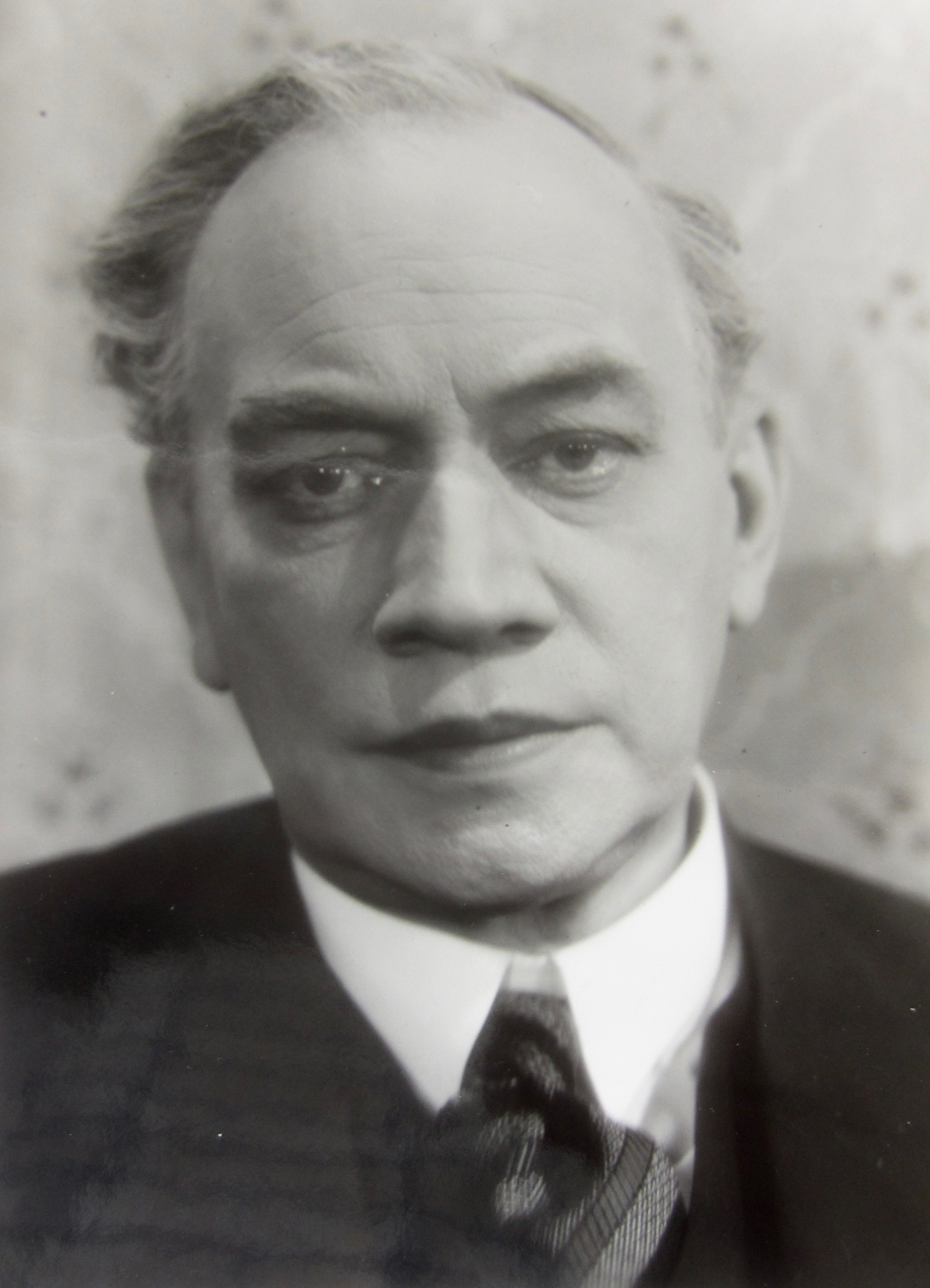
Georg Blickingberg
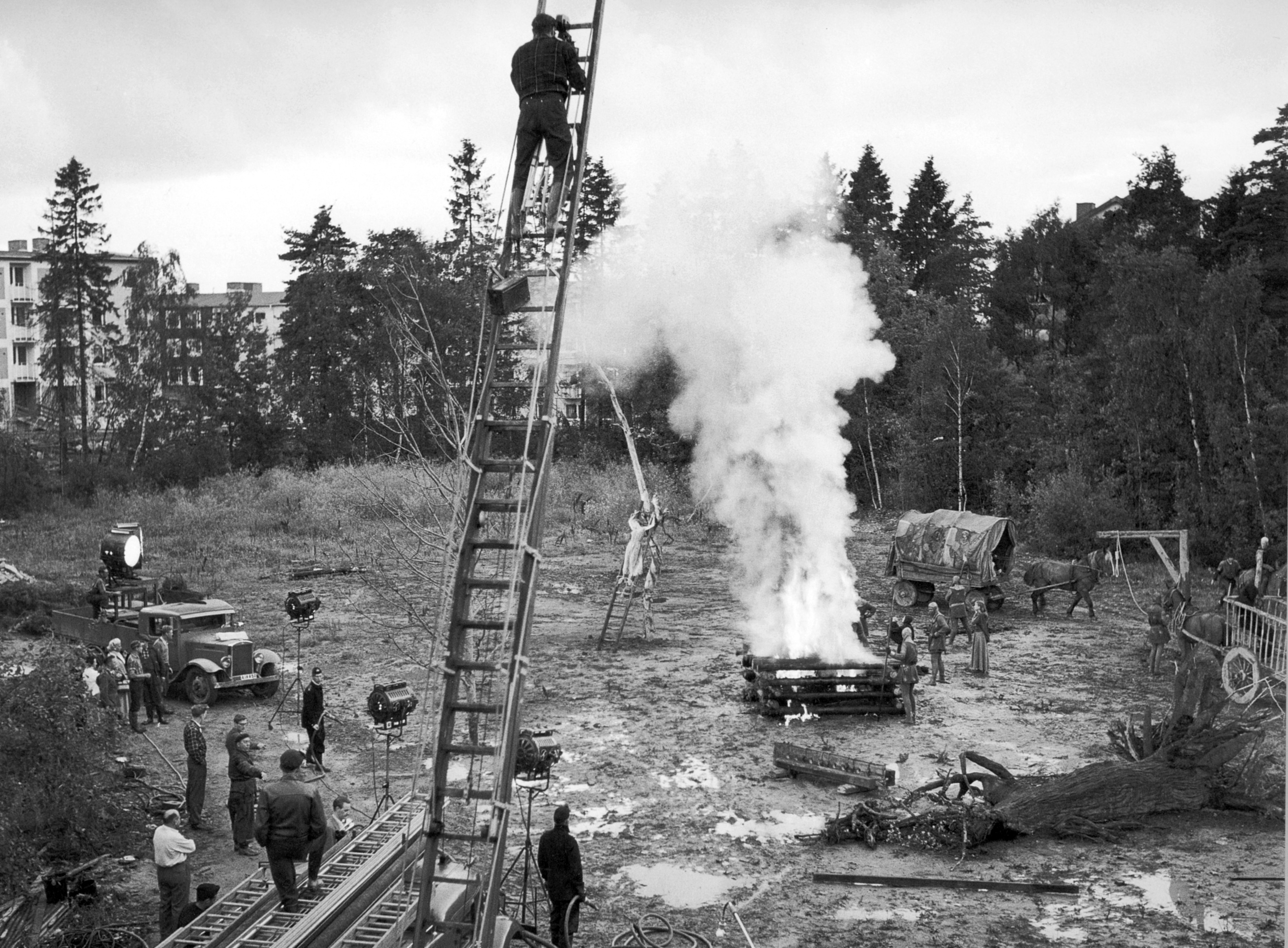
Inspelning av Det sjunde inseglet (1957) i Gamla Filmstaden med Ingmar Bergman i läderjacka på brandbilen.
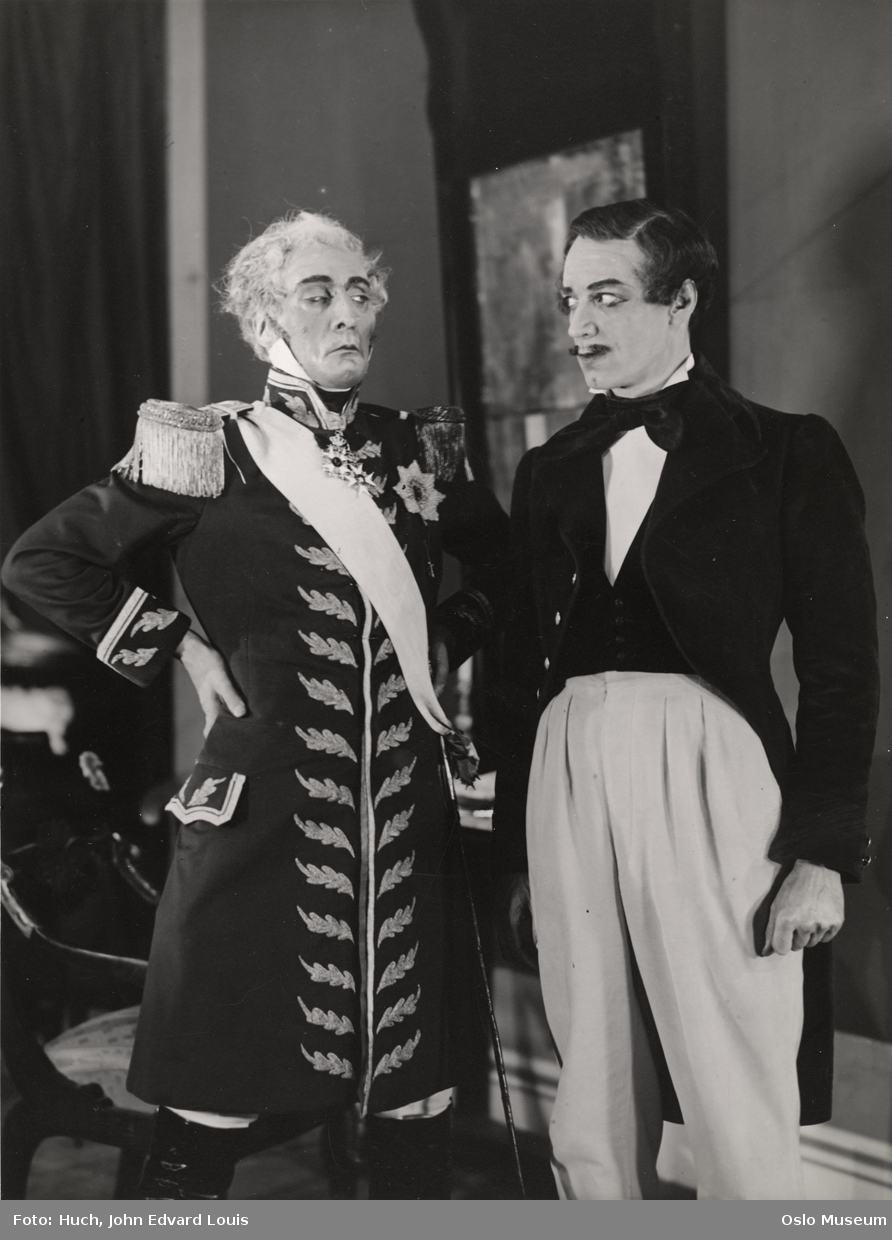
Gösta Ekman och Uno Henning (1932).
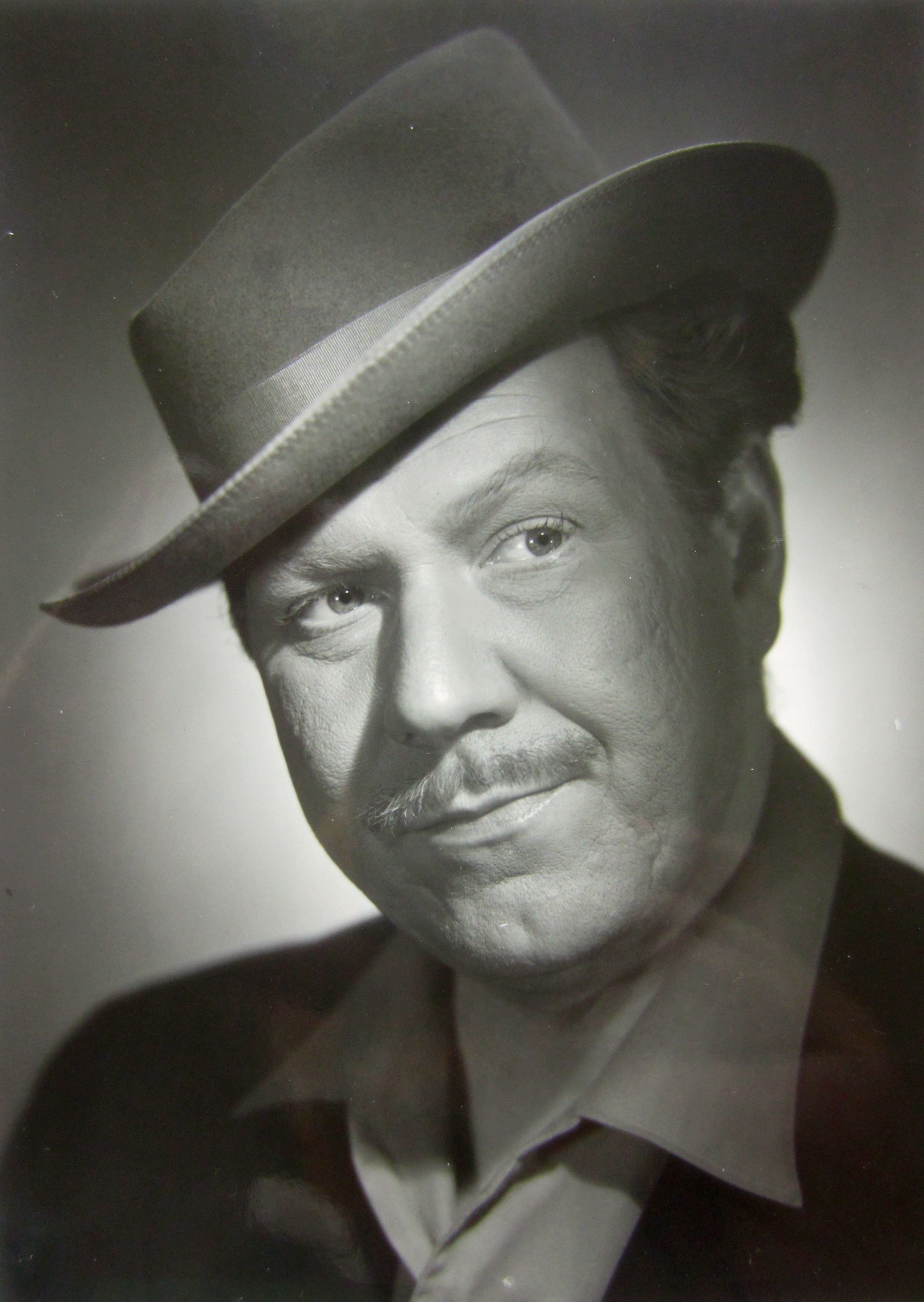
Åke Fridell
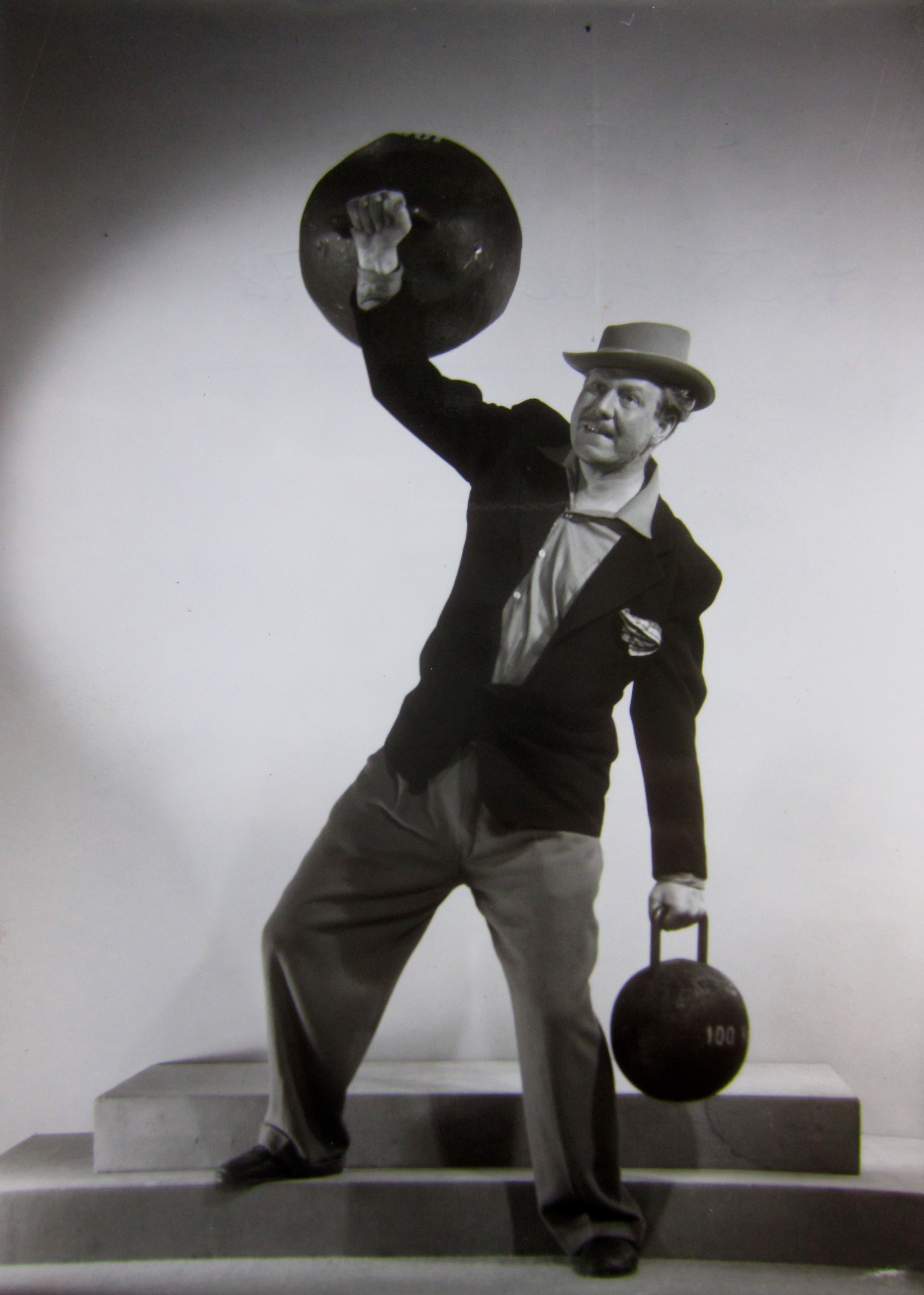
Åke Fridell, som stark man.
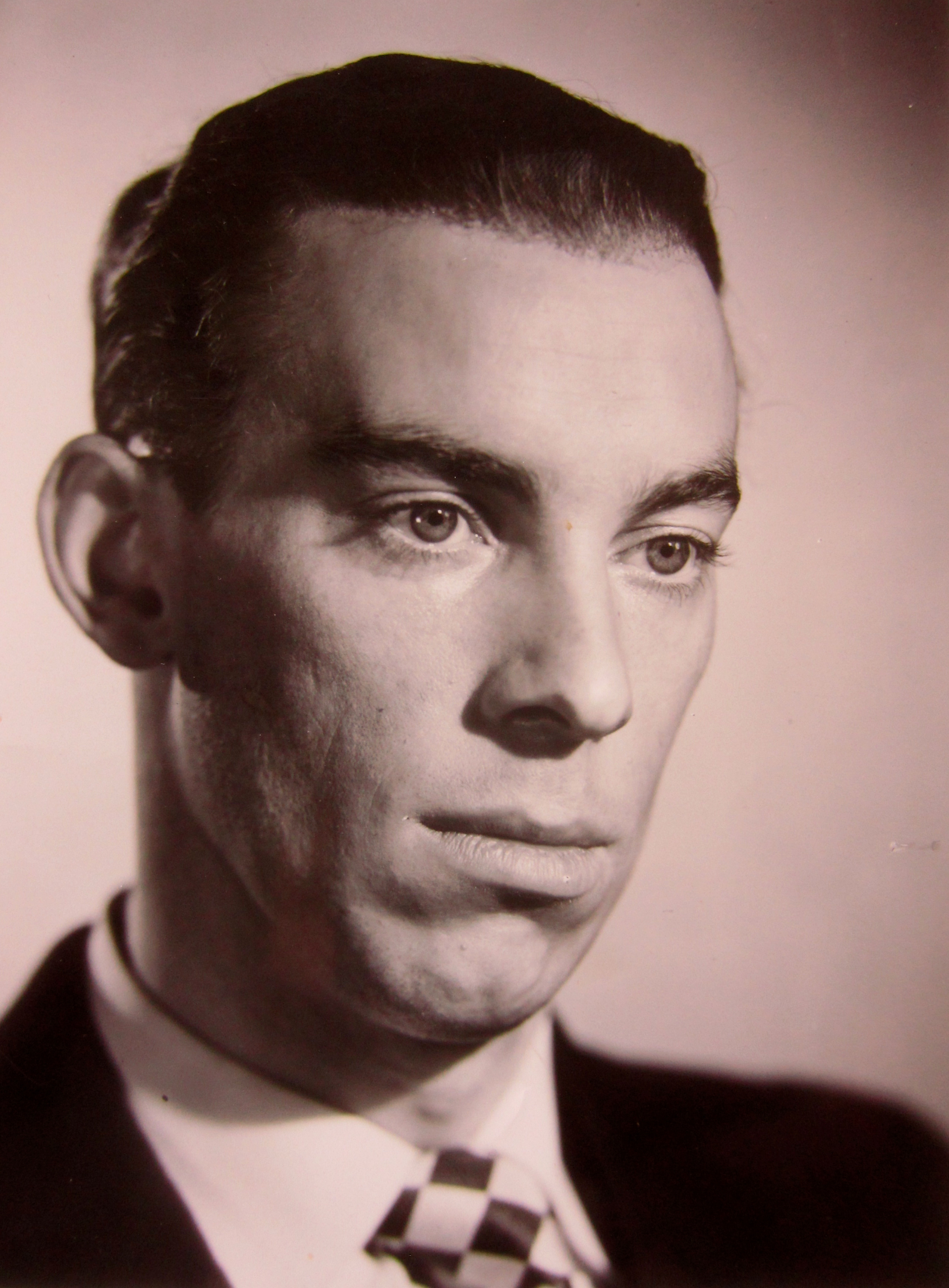
Sven-Eric Gamble
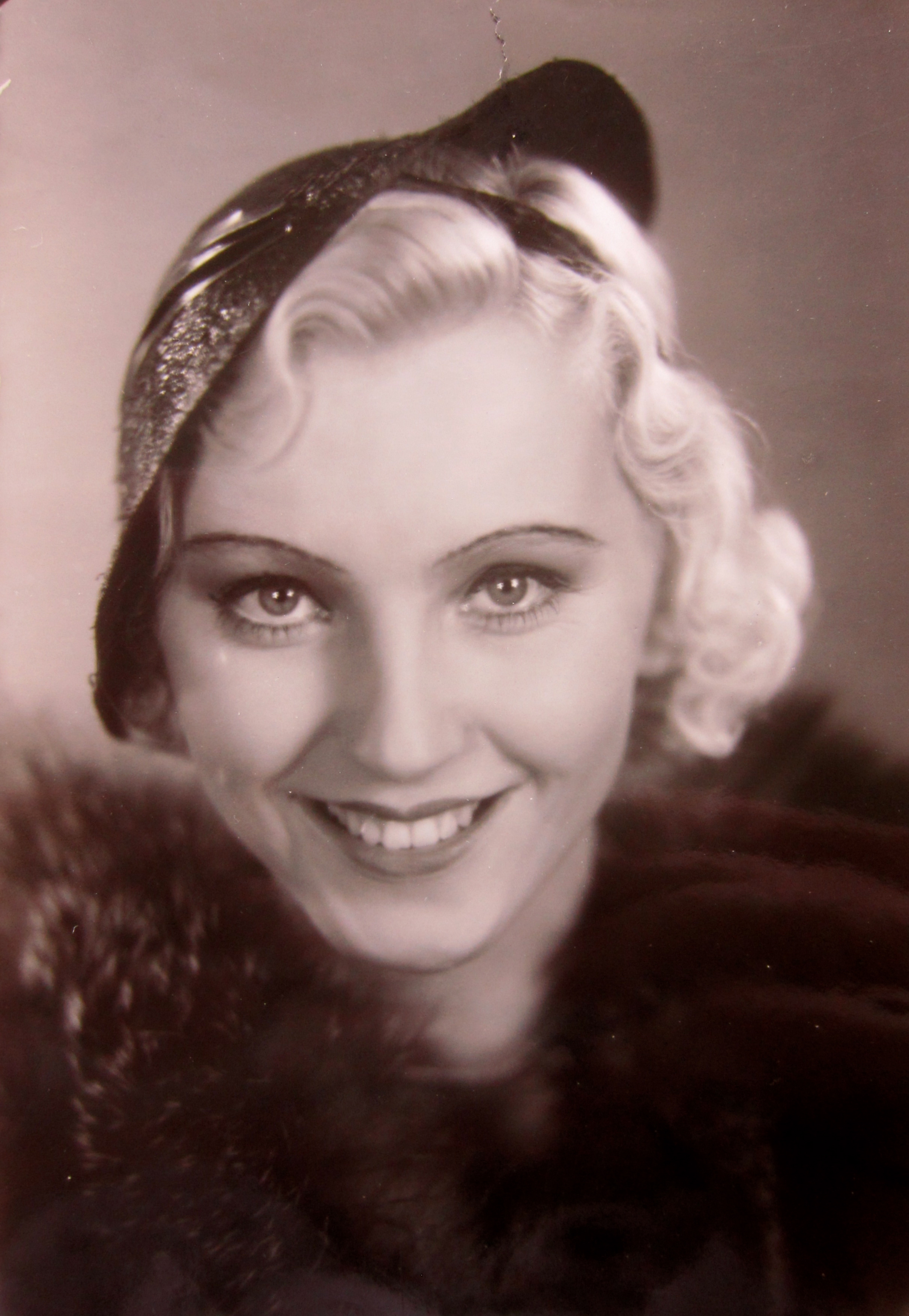
Git Gay
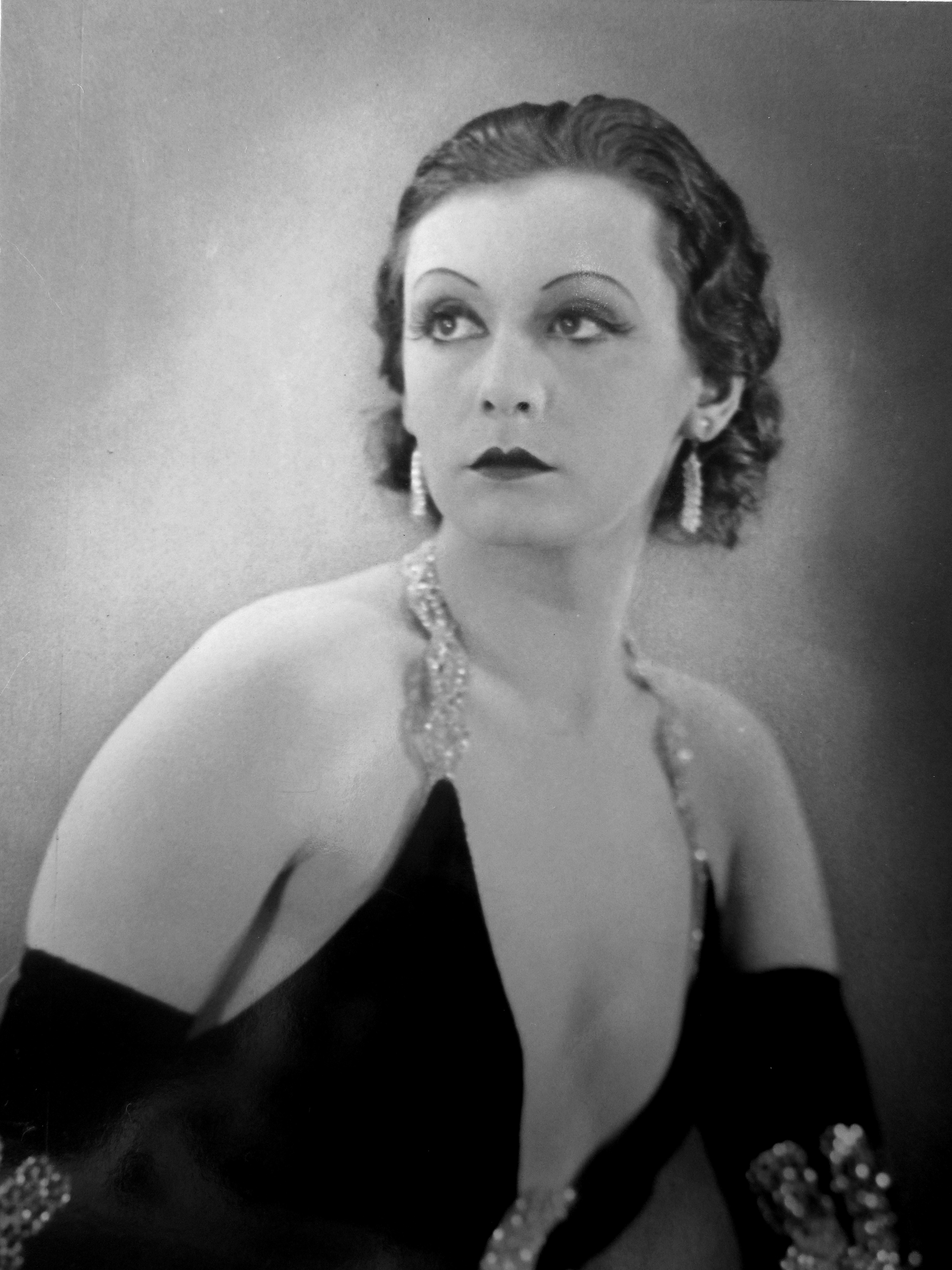
Zara Leander i filmen Falska miljonären (1931).
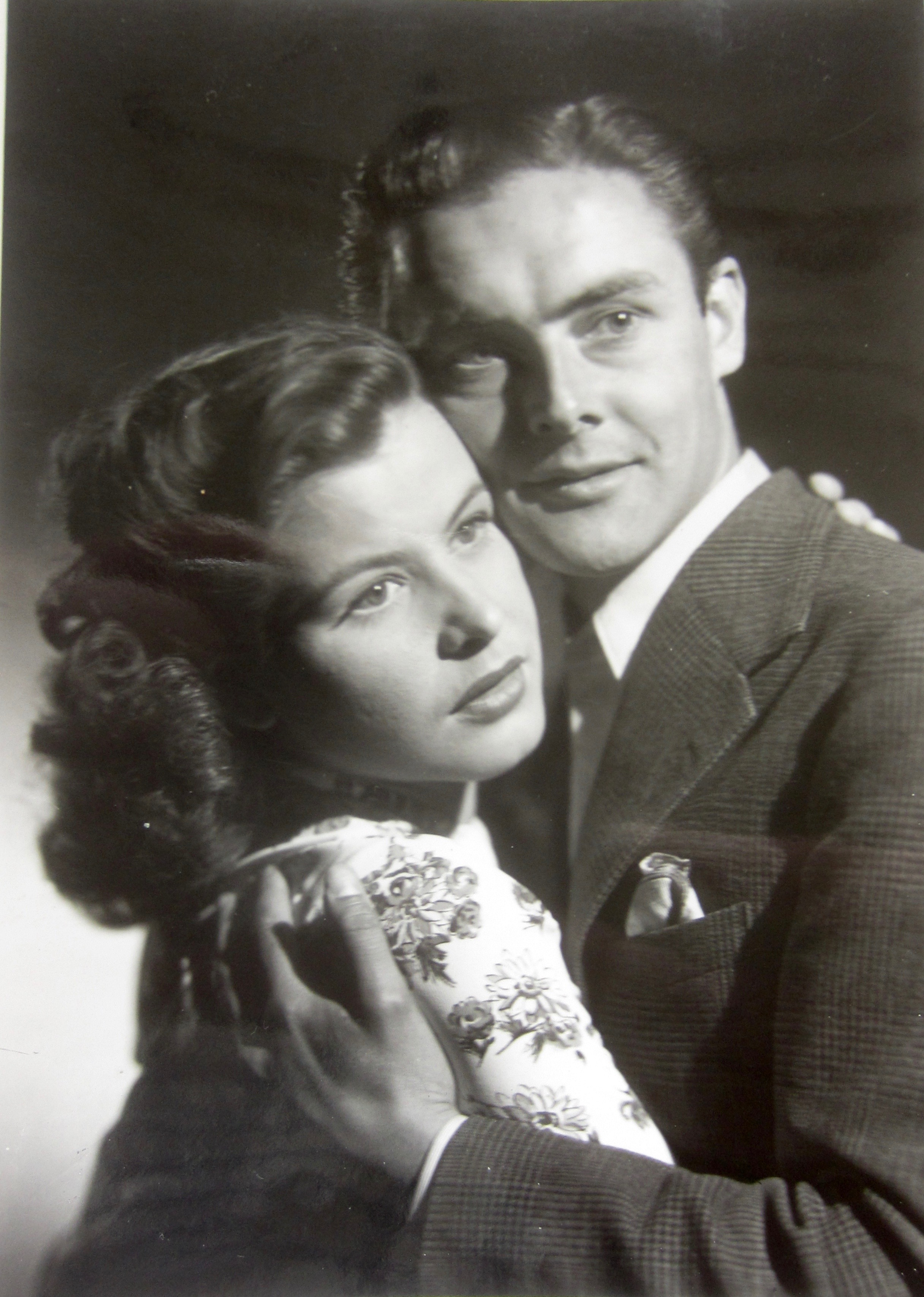
Maj-Britt Nilsson och Lars Nordrum vid inspelningen av Resan bort (1945).
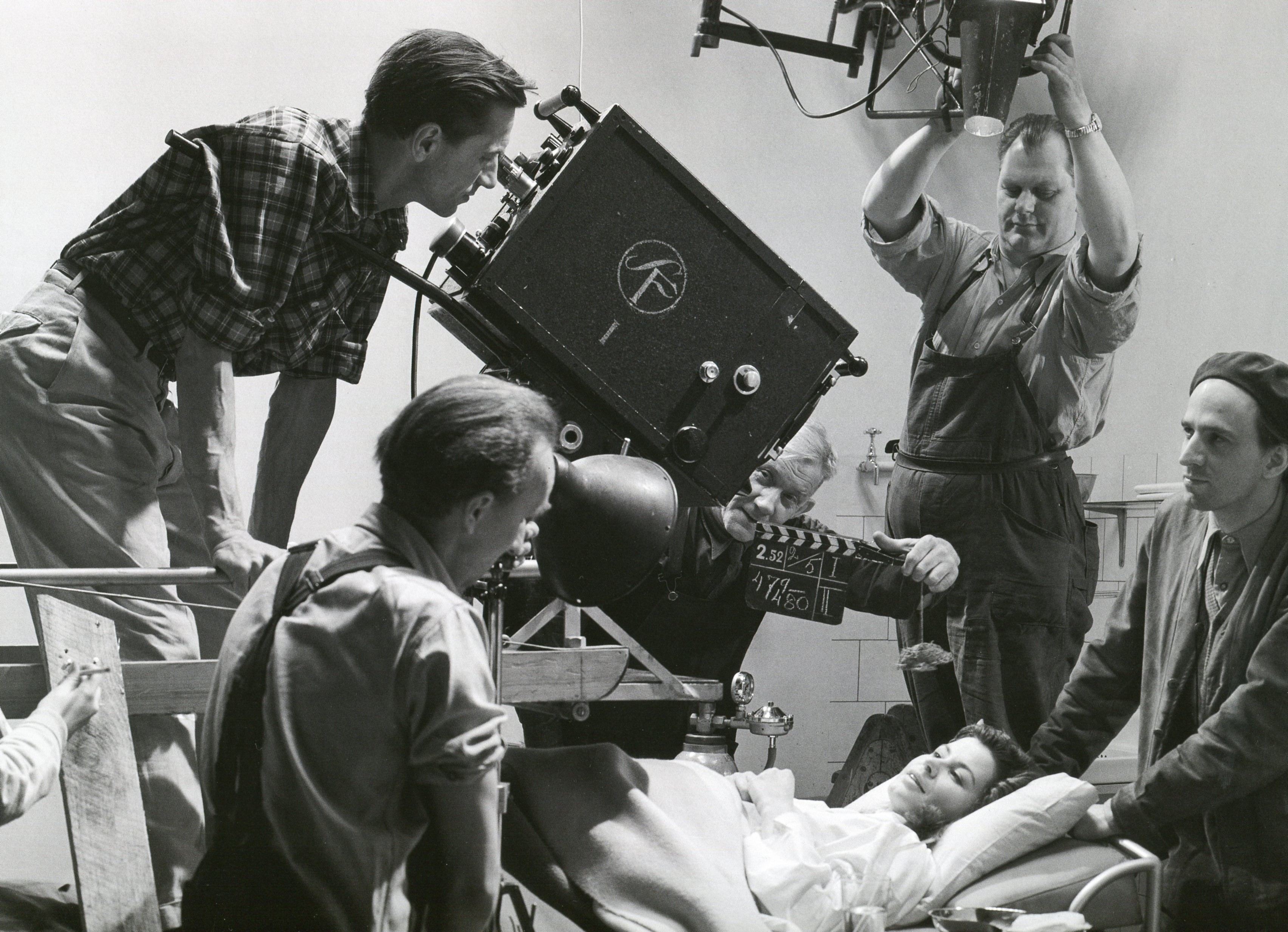
Ingmar Bergman, Gunnar Fischer och Maj-Britt Nilsson under inspelningen av Kvinnors väntan (1952).
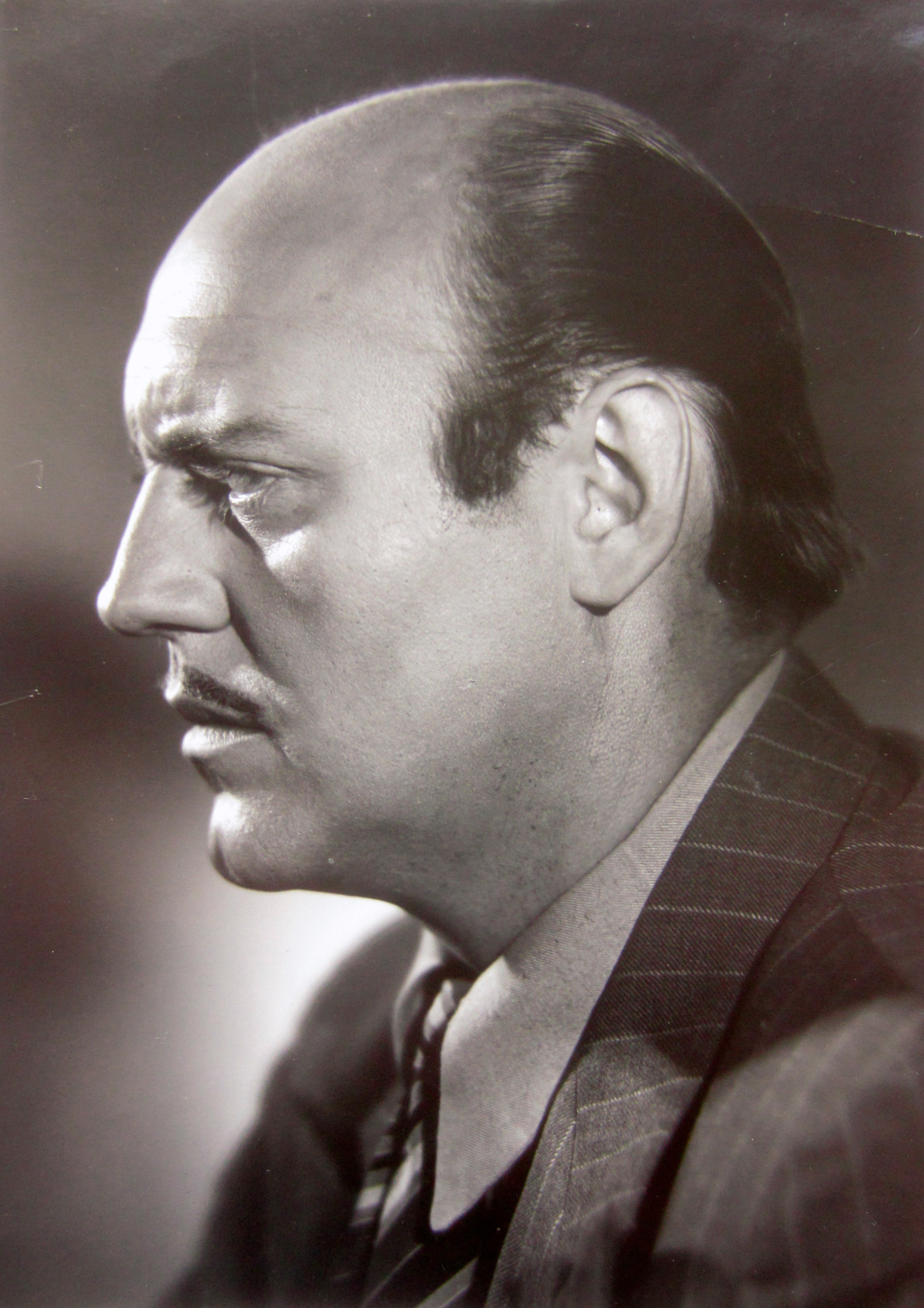
Ulf Palme
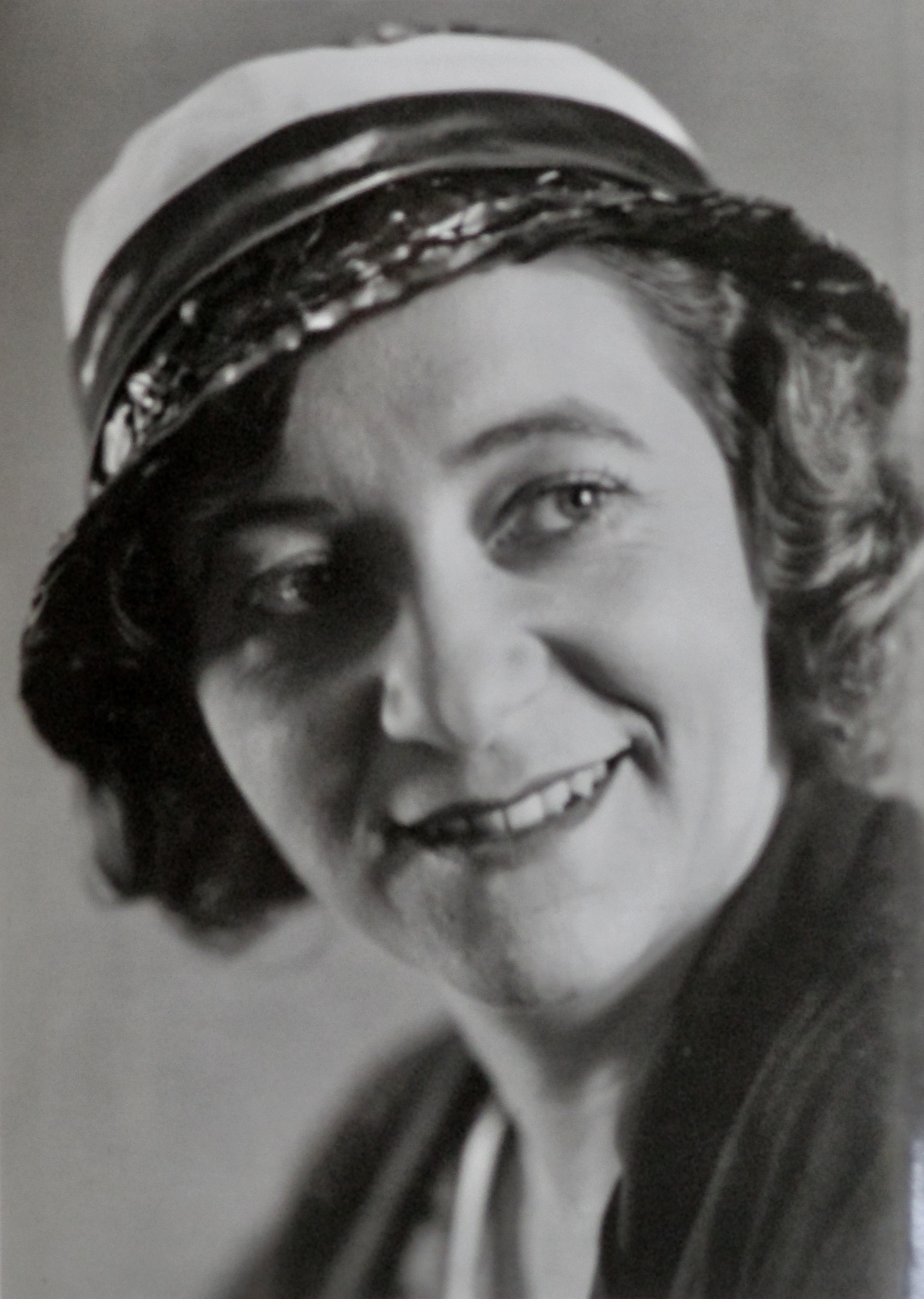
Hjördis Petterson
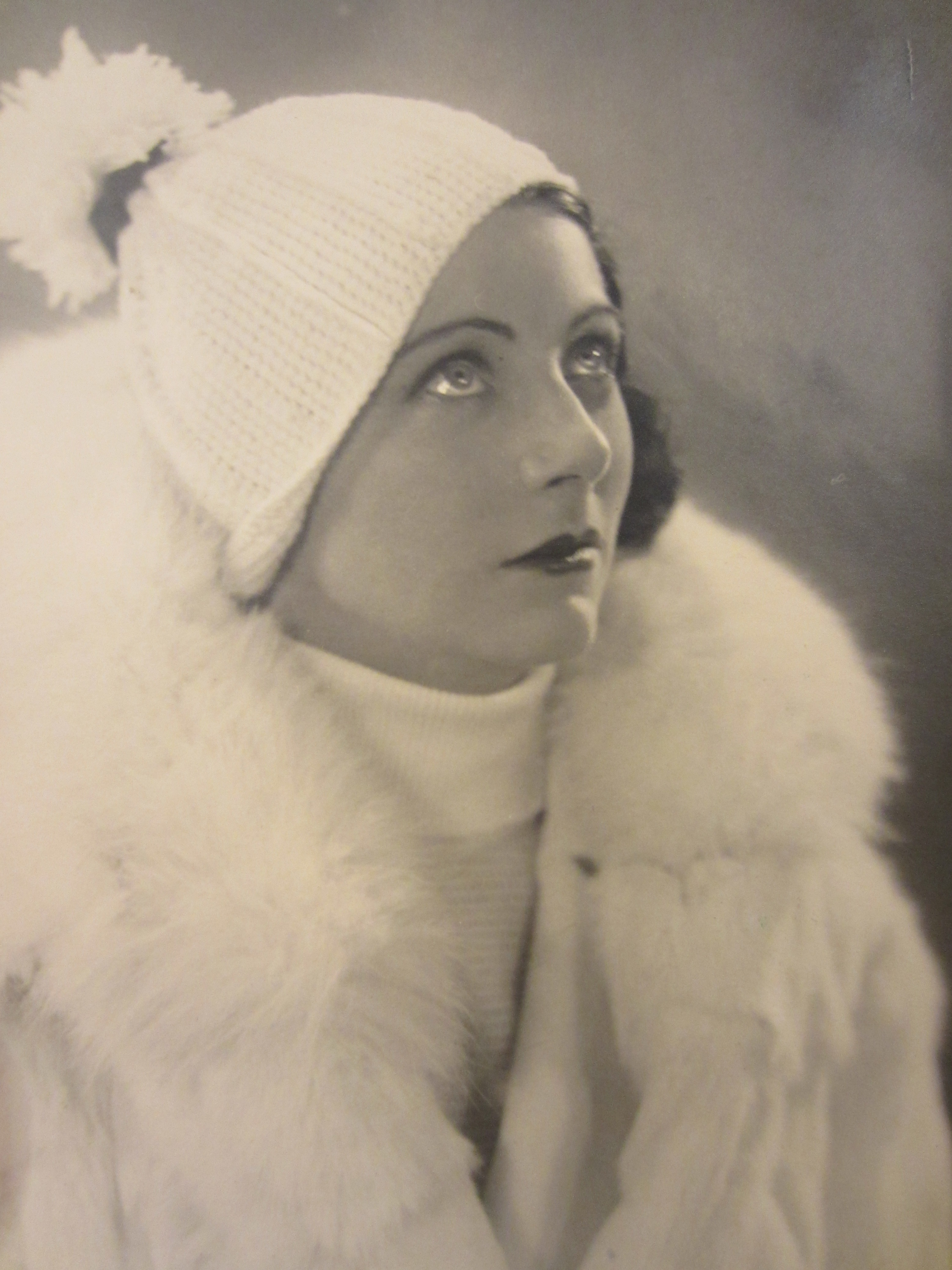
Dora Söderberg spelade Tyra i Kära släkten (1933).
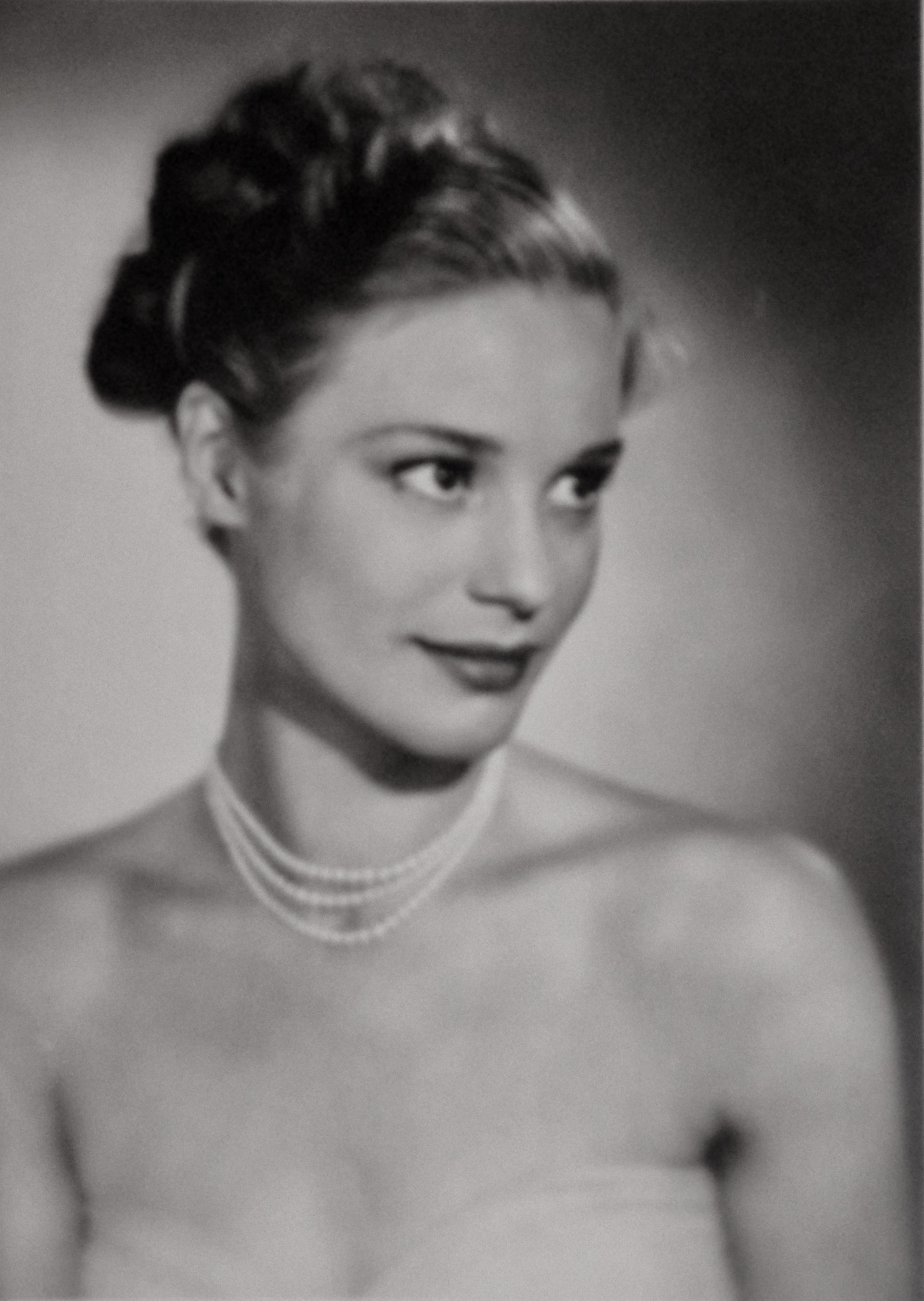
Ingrid Thulin
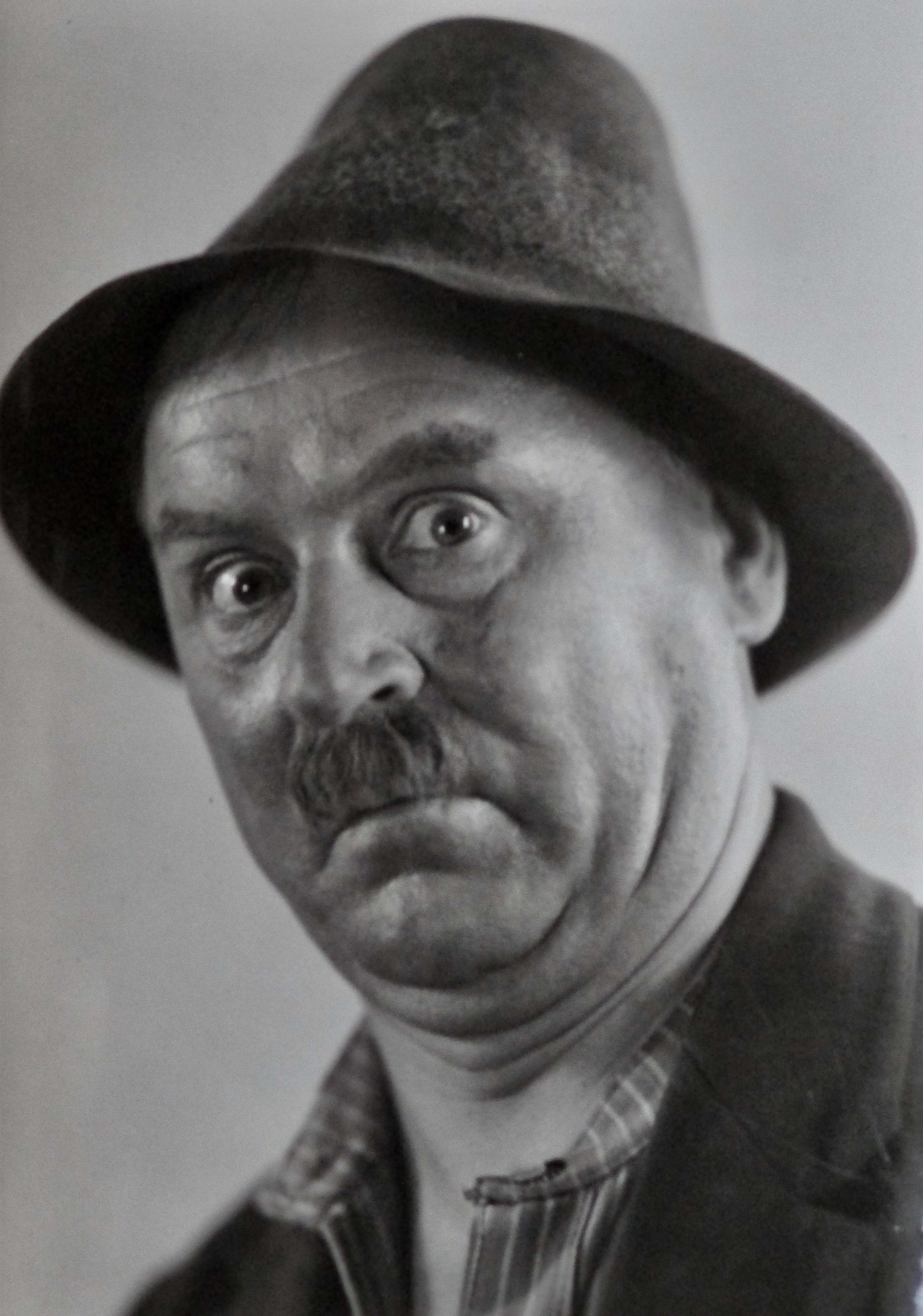
Sigurd Wallén
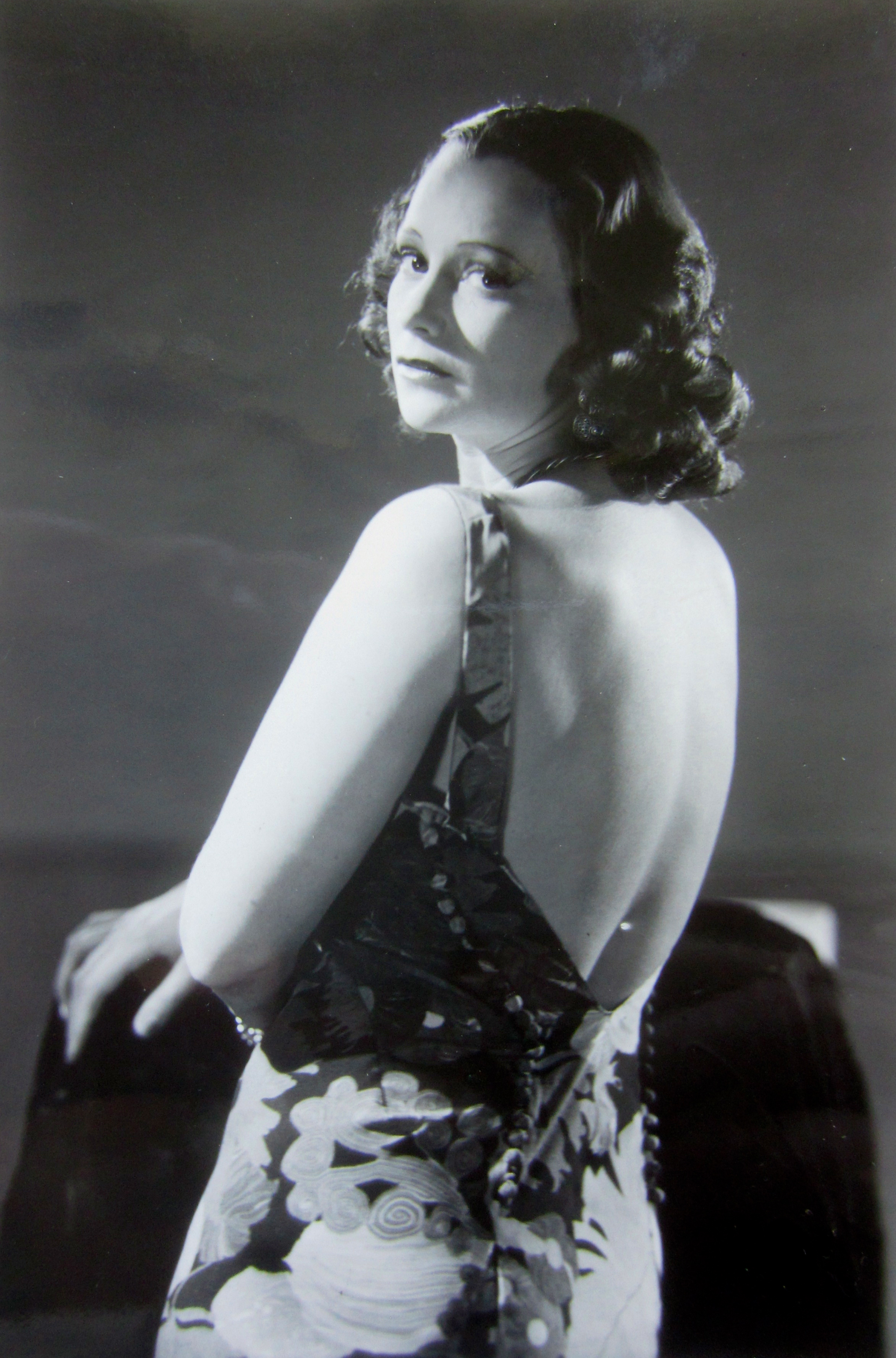
Lill-Tollie Zellman